# Inyala
Inyala ist ein Verwaltungsbezirk (Ward) des Distrikts Mbeya in der gleichnamigen tansanischen Region Mbeya.

## Geografie

### Lage
Inyala liegt im Südwesten von Tansania etwa 20 Kilometer östlich vom Stadtzentrum Mbeya. Der Bezirk hat eine Fläche von 112,7 Quadratkilometern und bei der Volkszählung 2022 lebten hier 16.764 Menschen in 4626 Haushalten.

### Klima
Das Klima in Inyala ist gemäßigt warm, Cwb nach der effektiven Klimaklassifikation. Im Jahresdurchschnitt regnet es 1427 Millimeter. Die Niederschläge fallen hauptsächlich in den Monaten November bis April. Die Durchschnittstemperatur schwankt zwischen 15,7 Grad Celsius im Juli und 20,1 Grad im Oktober.

## Gliederung
Der Bezirk besteht aus sieben Gemeinden (Mtaa) mit 35 Orten (Kitongoji):
| Inyala - Sisiyunje - Relini - Inyala - Hamwenje - Tuyombo - Kolya - Hamwenje B | Shamwengo - Myela - Itondwe - Ipogoro - Utulivu | Imezu - Isanga - Masyeto - Magoye - Inzawa - Masementi - Sawa | Iyawaya - Madizini - Kijiweni - Vijana - Galilaya - Galilaya B | Makwenje - Makwenje - Ibohola - Syite - Mlowo - Makwenje B - Mlowo B | Darajani - Iganjo - Iduda - Darajani - Imezu Mjini - Iwanga | Mwashoma - Mwashoma - Inolo |

## Wirtschaft und Infrastruktur
- Bildung: In Inyala befindet sich das Agriculture Training Institute, das Kurzkurse und Diplomausbildungen anbietet.[7] Die Imezu Secondary School ist eine 2004 eröffnete staatliche Schule, die Jugendliche bis zur 4. Stufe ausbildet und auch Heimplätze anbietet.[8] Die Solace Girls Secondary School wurde im Jahr 2009 gegründet und ist eine privat geführte Internatsschule für Mädchen.[9]
- Gesundheit: Das Gesundheitszentrum in Inyala betreut Patienten ambulant und stationär.[10] Außerdem gibt es zwei Apotheken im Bezirk, eine in Shamwengo[11] und eine in Imezu.[12]
- Eisenbahn: Der Bezirk hat einen Bahnhof an der Eisenbahnlinie Tanzania–Zambia.[13]
- Straße: Durch Inyala verläuft die asphaltierte Nationalstraße T1 zur Regionshauptstadt Mbeya.[14] Im Jahr 2023 wurde dazu eine Umfahrungsstraße eröffnet.[15]